# Rehlingen-Siersburg

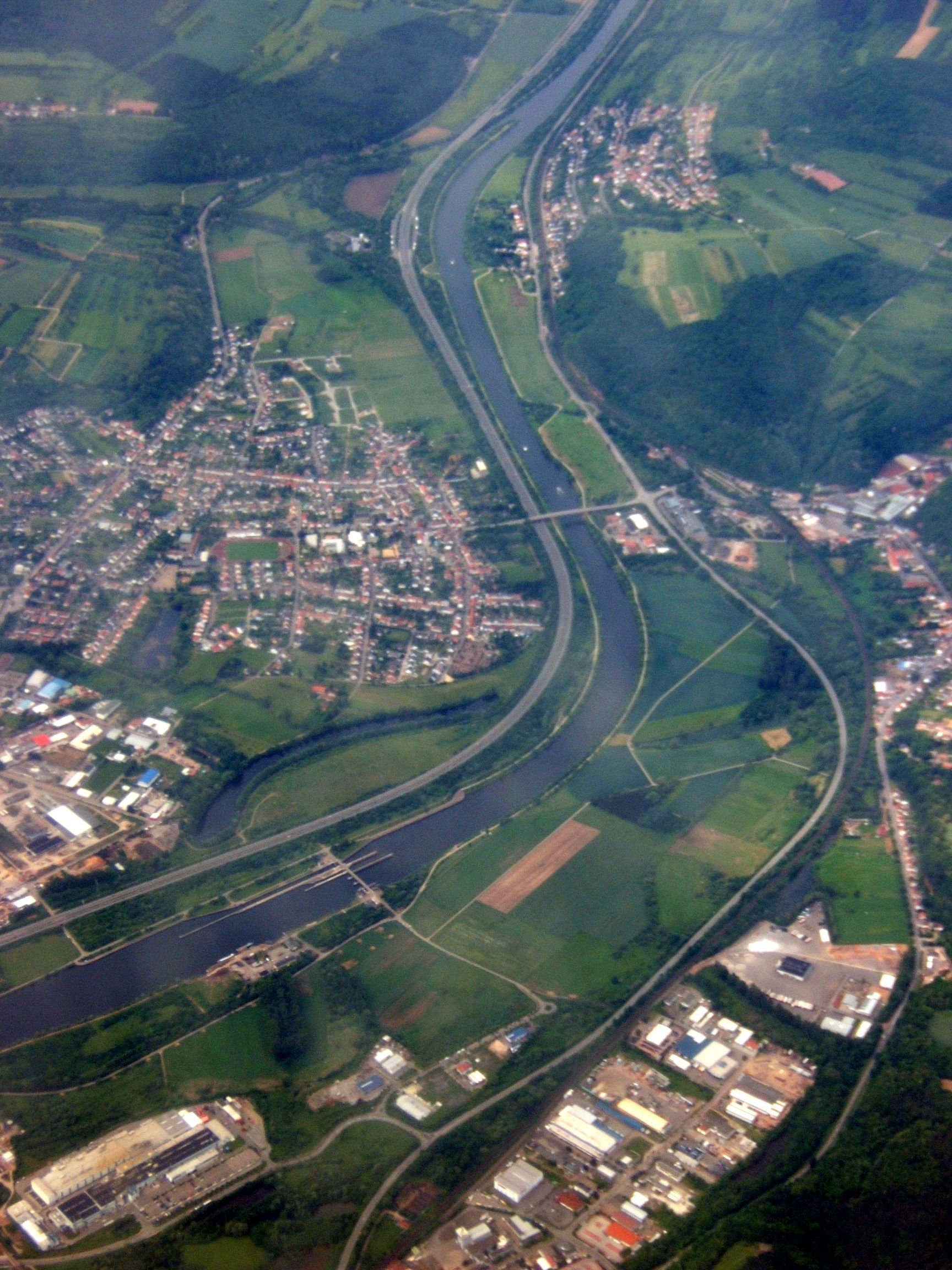
Rehlingen (po lewej)

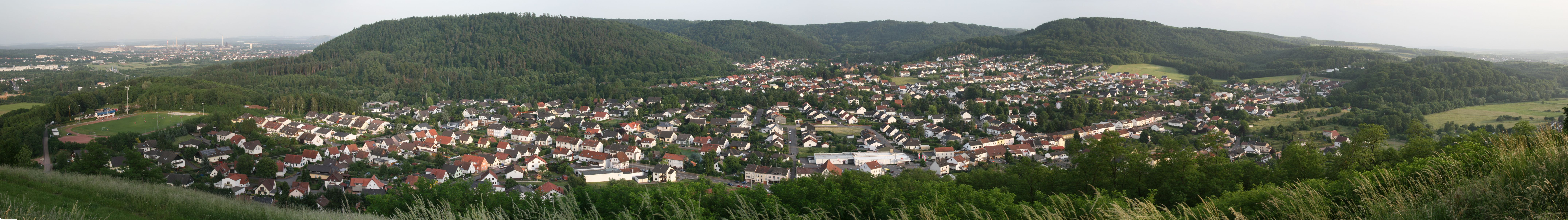
Panorama Siersburga

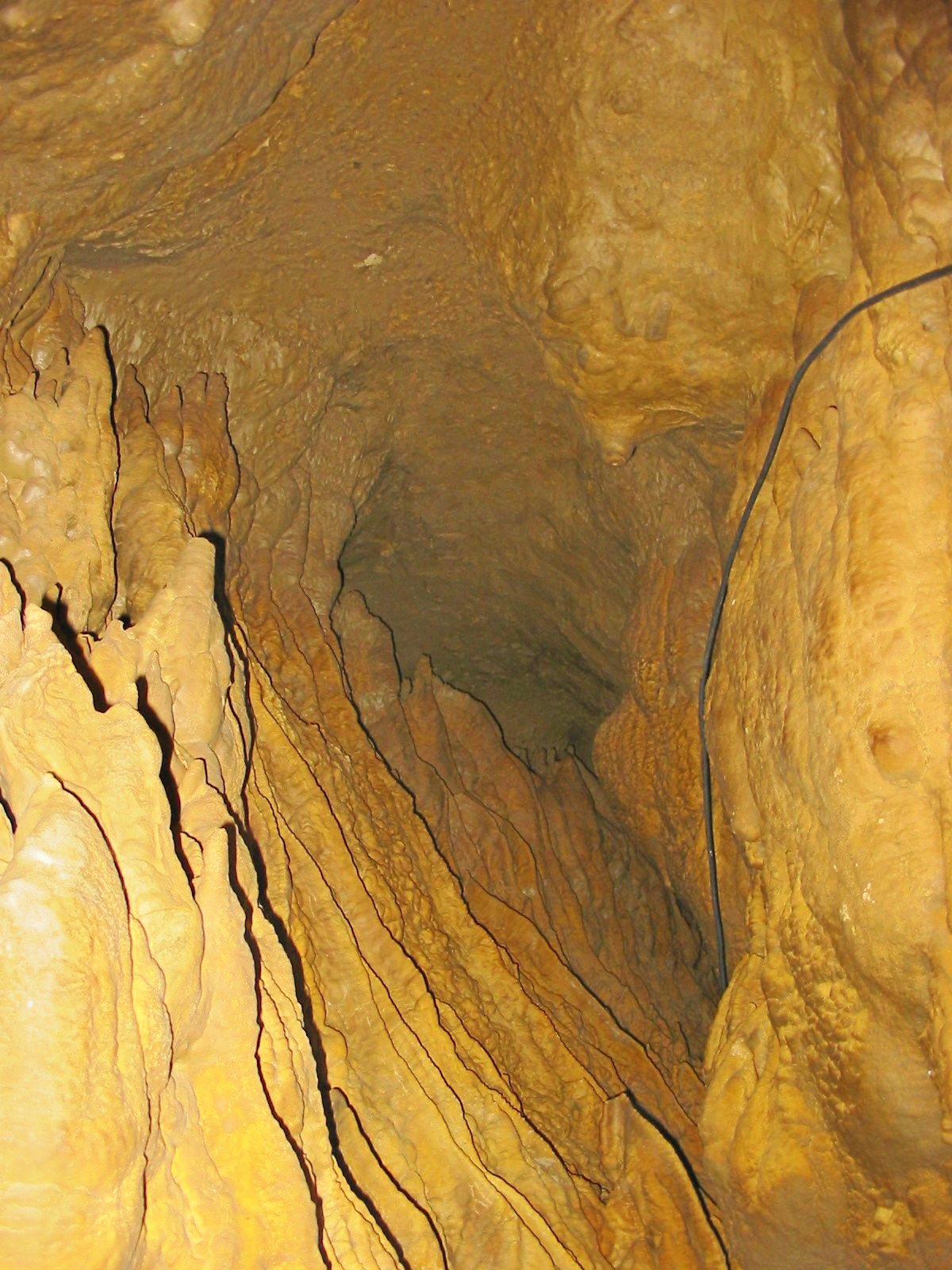
Jaskinia Niedaltdorfer Tropfstein

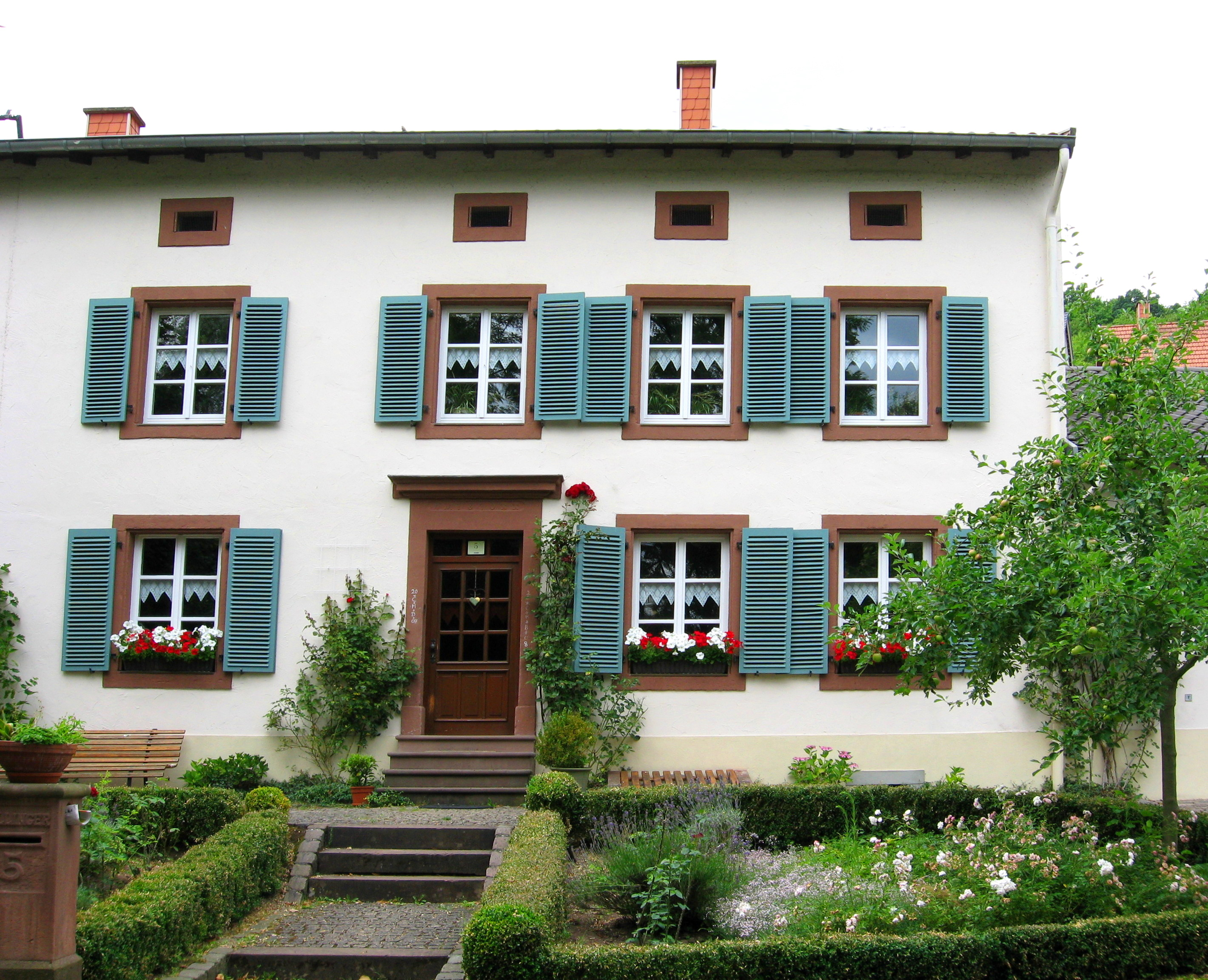
Gospodarstwo w Hemmersdorf

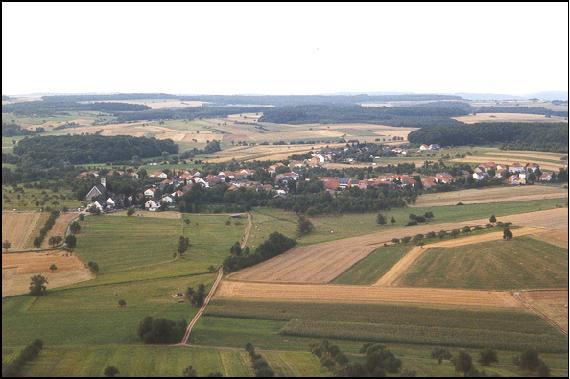
Oberesch

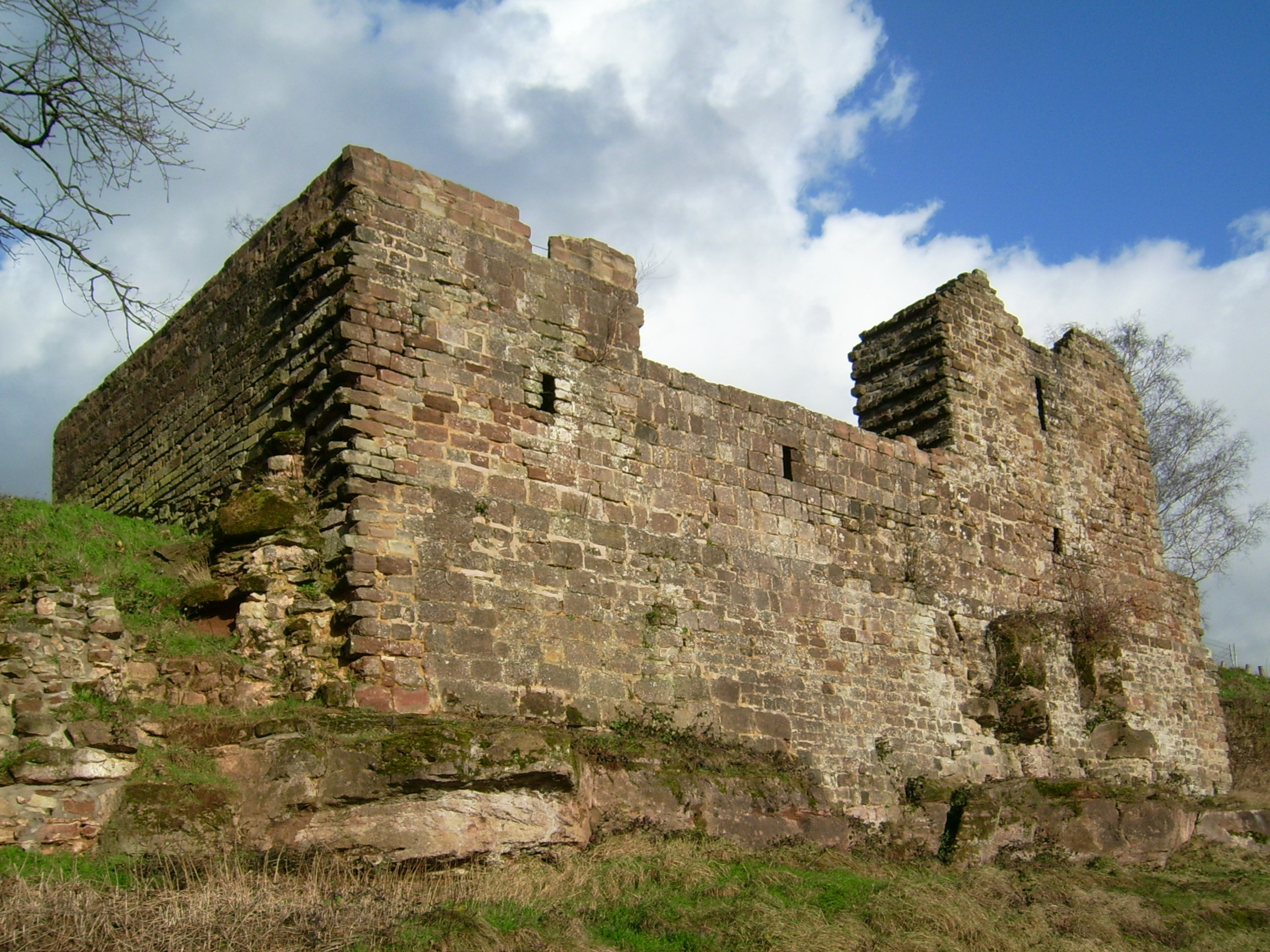
Zamek Siersburg

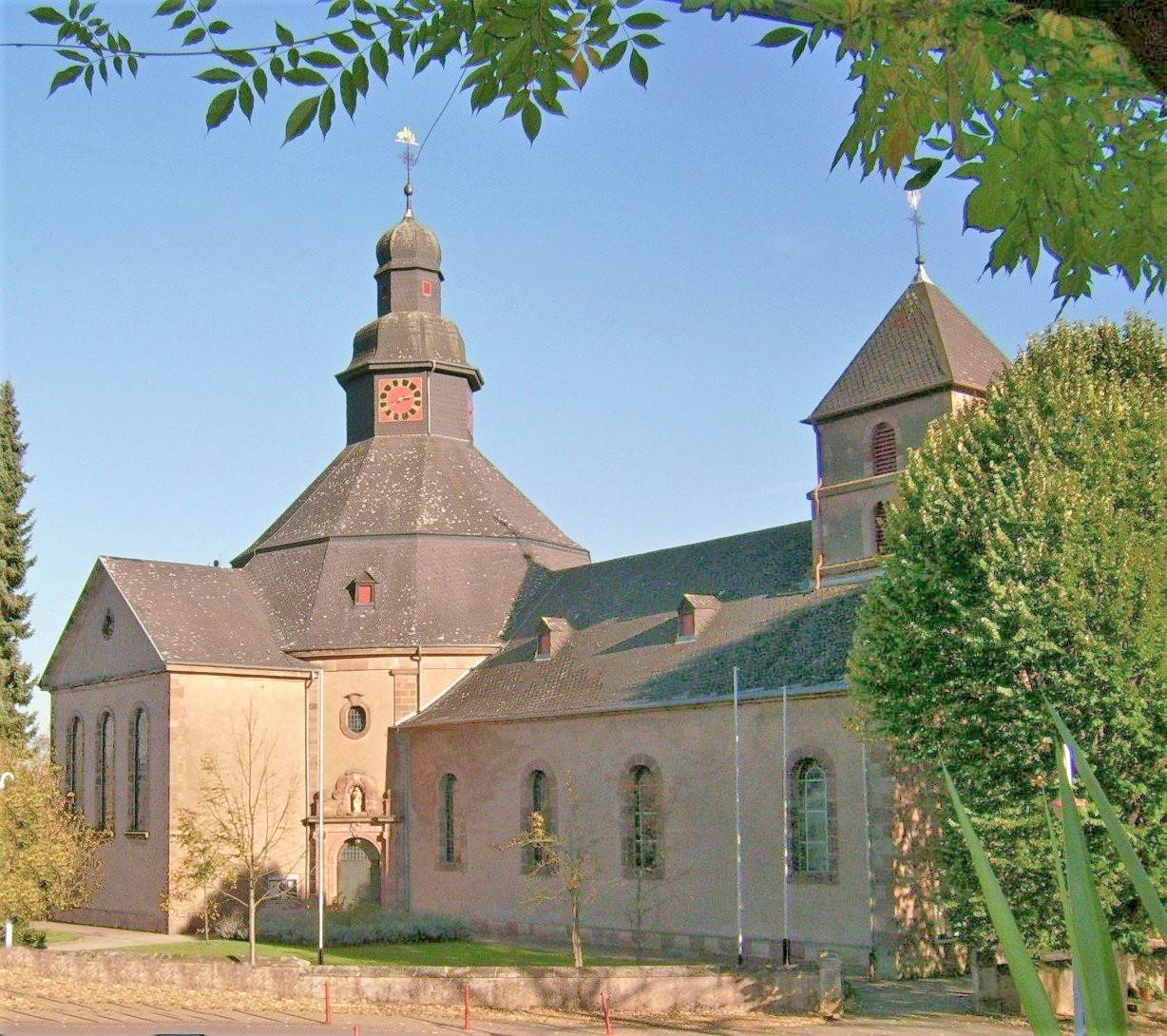
Kościół pw. św. Marcina (St. Martin)

Rehlingen-Siersburg – miejscowość i gmina w zachodnich Niemczech, w kraju związkowym Saara, w powiecie Saarlouis.

## Geografia
Gmina leży nad prawym brzegiem Saary, do granicy francuskiej przecina ją rzeka Nied.
Gmina ma powierzchnię 61,16 km², zamieszkuje ją 15 432 osoby (2010).
Rehlingen-Siersburg położone jest ok. 30 km na północny zachód od Saarbrücken, ok. 175 km na południe od Kolonii i ok. 50 km na południowy wschód od Luksemburga. Gmina graniczy zaczynając od północy z: Merzig, Beckingen (miasto i gmina w powiecie Merzig-Wadern), Dillingen/Saar, Weiskirchen i na zachodzie z francuską Lotaryngią.

## Dzielnice
Gmina dzieli się na dziesięć dzielnic:
- Biringen, 333 mieszkańców[1]
- Eimersdorf, 559
- Fremersdorf, 1 185
- Fürweiler, 437
- Gerlfangen, 697
- Hemmersdorf, 2 122
- Niedaltdorf, 800
- Oberesch, 299
- Rehlingen, 3 848
- Siersburg, 4 261

## Historia
Gmina powstała w 1974 w wyniku reform administracyjnych z połączenia samodzielnej gminy Rehlingen/Saar z dziewięcioma gminami urzędu Siersburg.

## Polityka
Wójtem od 2000 jest Martin Silvanus z SPD.

### Rada gminy
Rada gminy składa się z 33 członków:
|  |         | CDU | SPD | FWG | Razem |
|  | Miejsca | 13  | 18  | 2   | 33    |

## Współpraca
Gmina posiada jedną miejscowość partnerską:
- Bouzonville, Francja, od 1979

## Zabytki i atrakcje
- jaskinia Niedaltdorfer Tropfstein
- dolina rzeki Nied

Biringen
- dom przy Im Brühl 12, 1941-1942
- dom przy Im Brühl 13, 1940-1941

Eimersdorf
- katolicki kościół filialny pw. Marii i św. Piotra (St. Maria und St. Petrus), wyposażenie z 1899-1900, barokowy ołtarz z 1769
- krzyż przy Rehlinger Straße 19, koniec XVIII w.
- krzyż przy Rehlinger Straße 38, 1847
- gospodarstwo przy Rehlinger Straße 18, 1689

Fremersdorf
- gospodarstwo przy Brotstraße 7, 1756
- pałac Fremersdorf, budynek główny, skrzydła, wieże, kaplica, zabudowania gospodarcze, park, ogrodzenie, 1622 przebudowany w 1797
- katolicki kościół parafialny pw. św. Maurycego (St. Mauritius), 1911-1912 według planów Wilhelma Hectora, dzwon z 1802
- dom Halfenhaus, Herrenstraße 10, XVIII w.

Fürweiler
- dwór Diersdorf, 1846

Gerlfangen
- katolicki kościół parafialny pw. Podwyższenia Krzyża Świętego (Kreuzerhöhung), wieża z 1864, nowa nawa z 1970-80
- grupa krzyży przy Keltenstraße 56, 1727
- krzyż przy Merzweg 15, 1784

Hemmersdorf
- zamek Großhemmersdorf, 1670, rozbudowany w 1710
- pałac Kerprich-Hemmersdorf, 1715
- katolicki kościół parafialny pw. św. Konrada (St. Konrad), 1934-1936 według planów Josefa Monza
- katolicki kościół parafialny pw. św. Mikołaja (St. Nikolaus
- dom przy Lothringer Straße 100, koniec XIX w.
- gospodarstwo przy Lothringer Straße 112, 1760, dobudowane piętro z 1920
- gospodarstwo przy Schopbachstraße 1c, 1725
- gospodarstwo przy Zum Grafenthal 1, XVIII, przebudowa w 1920
- gospodarstwo przy Zum Grafenthal 2, 1778
- krzyż przy Gerlfanger Straße, XIX w.
- krzyż przy Kloppstraße, 1785 autorstwa Michaela Drouina
- krzyż przy Königstraße, XVIII w.
- krzyż przy Lothringer Straße 96, 1771
- krzyż przy Lothringer Straße 126, 1772
- krzyż przy Zum Grafenthal 6, 1806

Niedaltdorf
- katolicki kościół parafialny pw. św. Rufusa (St. Rufus), 1871-1873 według Carla Friedricha Müllera, grota Lourdes 1890
- dom przy Hiltenstraße 6, koniec XVI w., pozostałości ogrodzenia, piekarnia XVIII/XIX w.
- gospodarstwo przy Neunkircher Straße 66, z ogrodem i murami, początek XVIII w., przebudowa w 1830
- pomnik wojenny (I wojna światowa)

Oberesch
- dom mieszkalny Antoniusstraße 26, przełom XVIII i XIX w.
- kaplica pw. św. Antoniego (Antonius), 1831–1833, rozbudowa w 1861

Rehlingen/Saar
- cmentarz przy Friedhofstraße, liczne nagrobki z XIX w.
- młyn przy Mühlenstraße 41, 1630, przebudowany w XVIII w.
- zamek von Hausen, wielokrotnie przebudowywany

Siersburg
- zamek Siersburg, ruiny z wieżą, XI-XVII w.
- zamek Itzbach, 1750
- katolicki kościół parafialny pw. św. Marcina (St. Martin), 1758, przebudowa w 1912 według planów Petera Marxa
- katolicka kaplica pw. św. Willibrorda (St. Willibrord)
- most Niedbrücke, 1758
- gospodarstwo przy Bahnhofstraße 13, XVIII w., przebudowane w 1849

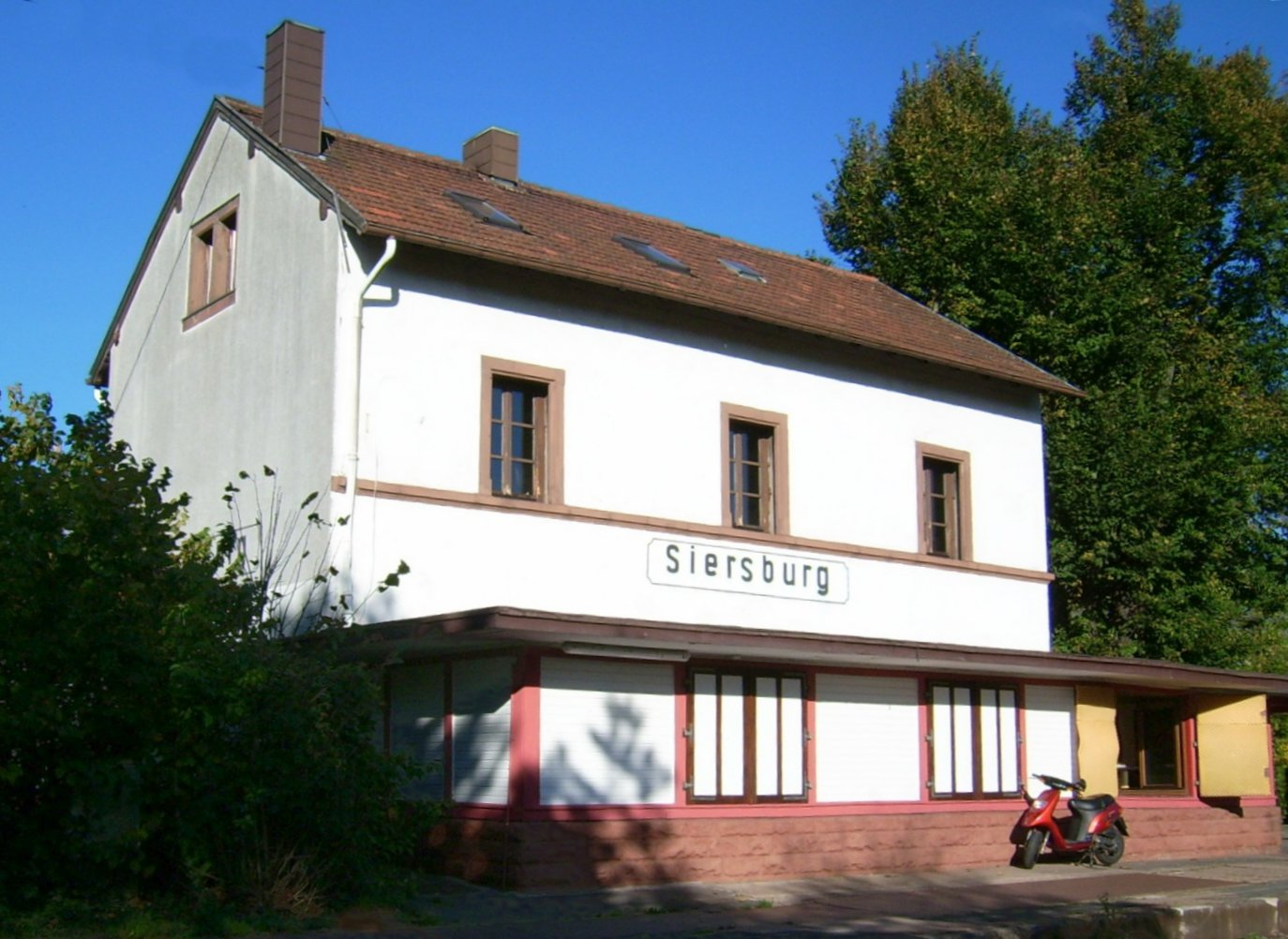
Przystanek kolejowy Siersburg

## Komunikacja
Przez teren gminy, równolegle do Saary, przebiega autostrada A8 (zjazd 7 Rehlingen)). Na terenie gminy zlokalizowana jest linia kolejowa Niedtal, znajdują się na niej dwa przystanki Siersburg i Niedaltdorf oraz stacja kolejowa Hemmersdorf.